# Ноель Бутон де Шамільї
Ноель Бутон де Шамільї (фр. Noël Bouton de Chamilly; 6 квітня 1636, Шамії — 8 січня 1715, Париж) — французький воєначальник Французького королівства, маркіз, маршал Франції (1701). Учасник Деволюційної, франко-голландської, Аугсбурзької ліги та за іспанську спадщину воєн.

## Життєпис
Походив зі знатного французького роду Бутон. Був десятою дитиною в родині графа Ніколя Бутон де Шамільї, лейтенанта з почту принца Людовика де Конде, та Марі де Кірей. Народився в Шато-де-Шамі 1636 року. Замолоду долучився до військової справи.
З початком Фронди на відміну від батька та старшого брата Ерарда підтримав королівський двір та кардинала Мазаріні. 1656 року брав участь в облозі Валансьєна. Під час битви разом з іншими 77 офіцерами та 1200 солдатами потрапив у полон до іспанського командувача Хуана Австрійського. У 1658 році після повернення до Парижу призначається капітаном кавалерійського полку під командуванням Франсуа III д'Обюссон. Потім перейшов до полку Бюссі-Рабутін, після чого брав участь у битві біля Дюн проти іспанців. Слідом за цим відзначився у захопленні Дюнкерка, Ауденарда, Фурне та Іпра.
1661 року звільнився з війська. 1663 року доєднався до французького корпусу, який ще 1660 року відправив кардинал Мазаріні на допомогу повсталій Португалії проти Іспанії. Відзначився у 1664 року під час облоги Валенсії-де-Алькантара. 1665 року звитяжив в битвах біля Віла Вілоза, замка Родріго, Ріо-Ксевога. За це підвищений до генерал-майора. Протягом 1666—1667 років успішно діяв під час захопленні замків уздовж іспано-португальського кордону.
1668 року після визнання Португалії іспанським королем Ноель Бутон де Шамільї повернувся до Франції. Того ж року долучився до французької експедиції на допомогу венеційцям Криту, поранений під час оборони Кандії османськими військами.
Був учасником Голландської війни. 1675 року відзначився 93-денною обороною фортеці Граве від військ Вільгельма Оранського, штатгальтера Нідерландів. Останній втратив 16 тис. солдатів.
1677 року оженився з донькою Жана-Жака дю Буше де Вільфлікса.
1701 року призначено губернатором Сентожа, Оні та Пуату. 1703 року отримав звання маршала Франції. 1705 року призначений губернатором Страсбурга. Також отримав титул графа Сен-Легер та стає кавалером ордена Святого Духа.
Помер 1715 року.